# Peronella orbicularis
Peronella orbicularis is een zee-egel uit de familie Laganidae.
De wetenschappelijke naam van de soort werd in 1778 gepubliceerd door Nathanael Gottfried Leske.